# Lindsaea macrophylla
Lindsaea macrophylla là một loài thực vật có mạch trong họ Dennstaedtiaceae. Loài này được Kaulf. miêu tả khoa học đầu tiên năm 1824.